# Сніговий камуфляж

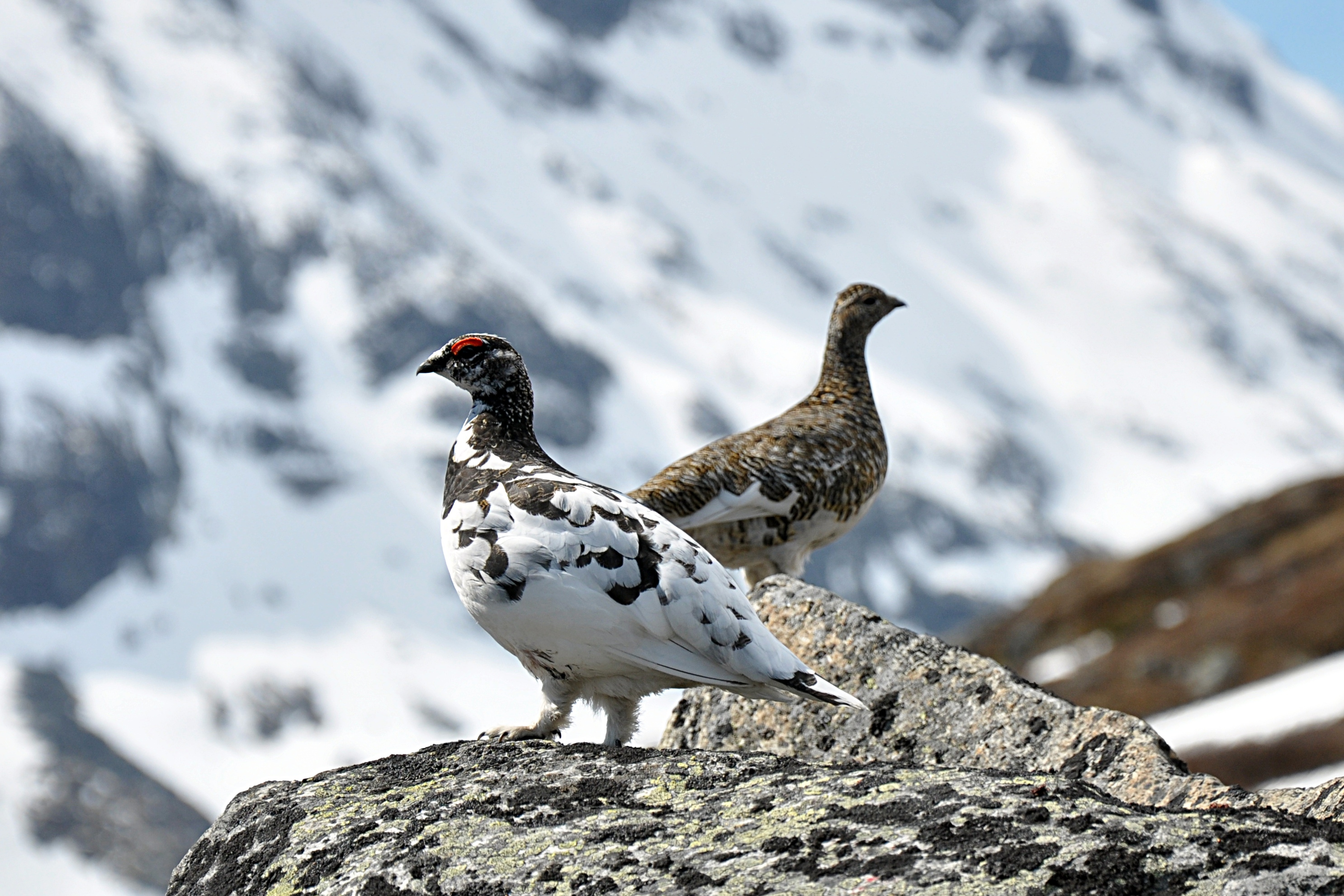
Тундрова куріпка, що змінює забарвлення від однотонного снігового взимку до деформаційного літнього навесні. Самець ще переважно в зимовому оперенні.

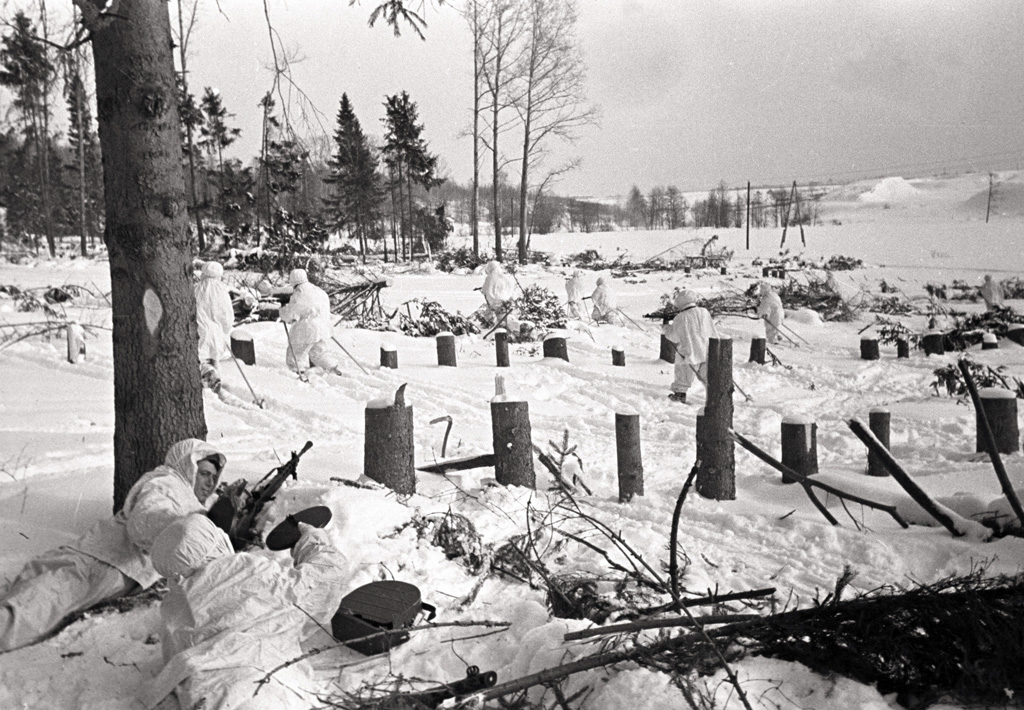
Червоноармійці в сніговому камуфляжі під Москвою, грудень 1941 року. На зображенні щонайменше 11 солдатів.

Сніговий камуфляж — використання забарвлення або малюнка для ефективного маскування взимку, часто в поєднанні з іншим літнім камуфляжем. Літні візерунки, як правило, являють собою деформаційні комбінації візерунків відтінків коричневого та сірого, аж до чорного, тоді як у зимових візерунках домінує білий колір, який пасує до снігових пейзажів.
Серед тварин змінний сніговий камуфляж є типом сезонного поліфенізму з чітким зимовим оперенням або хутром. Він зустрічається у таких птахів, як скеляста куропатка, зайцеподібних, таких як полярний заєць, куницевих, таких як горностай, і в однієї собачої — песця. Оскільки вони еволюціонували окремо, подібний вигляд пояснюється конвергентною еволюцією. Це було використано як ранній доказ природного відбору. Однак деякі високоарктичні види, такі як біла сова та білий ведмідь, залишаються білими цілий рік.
Під час військового використання солдати часто або замінюють свою літню форму з деформаційним візерунками на більш теплу снігову камуфляжну форму, надруковану переважно з використанням білих версій камуфляжних візерунків взимку, або носять білі маскувальні халати чи комбінезони поверх своєї форми. Деякі армії використовували двосторонню форму, надруковану різними сезонними візерунками з обох боків. Транспортні засоби та гармати часто просто перефарбовують у білий колір. Іноді літаки теж перефарбовують у сніговий камуфляж.

## Серед тварин

### Білий колір як камуфляж

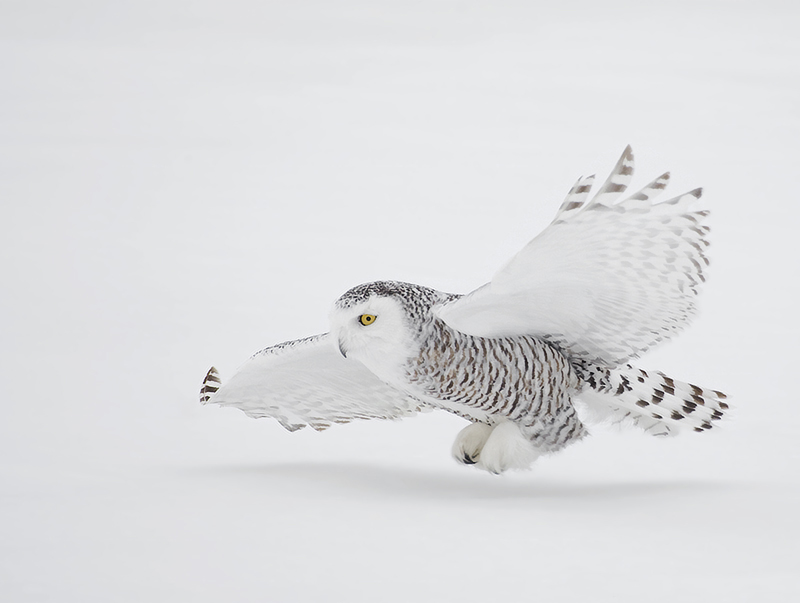
Біла сова залишається білою цілий рік.

Чарльз Дарвін згадав біле зимове забарвлення куропатки у своїй праці «Походження видів» 1859 року:
Коли ми бачимо ... білу куріпку на снігу, орябка кольору вересу, а тетерука кольору торфа , ми повинні вірити, що ці відтінки служать цим птахам ... у захисті їх від небезпеки.
Біле захисне забарвлення арктичних тварин було відмічено першим дослідником камуфляжу, натуралістом Альфредом Расселом Уоллесом у його книзі «Дарвінізм» 1889 року; він назвав білого ведмедя, американського полярного зайця, білу сову та кречета такими, що залишаються білими цілий рік, тоді як песець, полярний заєць, горностай і куріпка змінюють свій колір, і помітив «очевидне пояснення», що це для приховування в той час, коли дарвінізм був на низькому рівні.
Пізніші зоологи, такі як Г'ю Б. Котт, повторили його спостереження, додавши, що інші тварини Арктики, такі як вівцебик, лось, північний олень, росомаха та крук, ніколи не стають білими «навіть у найхолодніших частинах свого ареалу». Котт зауважив, що як тварини, які полюють, як білий ведмідь і горностай, так і хижі тварини, такі як куропатка та гірський заєць, потребують камуфляжу, щоб сховатися від здобичі або від хижаків відповідно. Існує мало експериментальних доказів адаптивності білого кольору як камуфляжу, хоча орнітолог В. Л. Тікелл, переглядаючи запропоновані пояснення білого оперення у птахів, пише, що у куропаток «важко уникнути висновку, що таємниче коричневе літнє оперення стає проблемою в сніг і біле оперення є ще однією загадковою адаптацією». Усе одно, зазначає він, «попри зимове оперення, багато куріпок на північному сході Ісландії вбиваються кречетами протягом зими».

### Сезонний поліфенізм

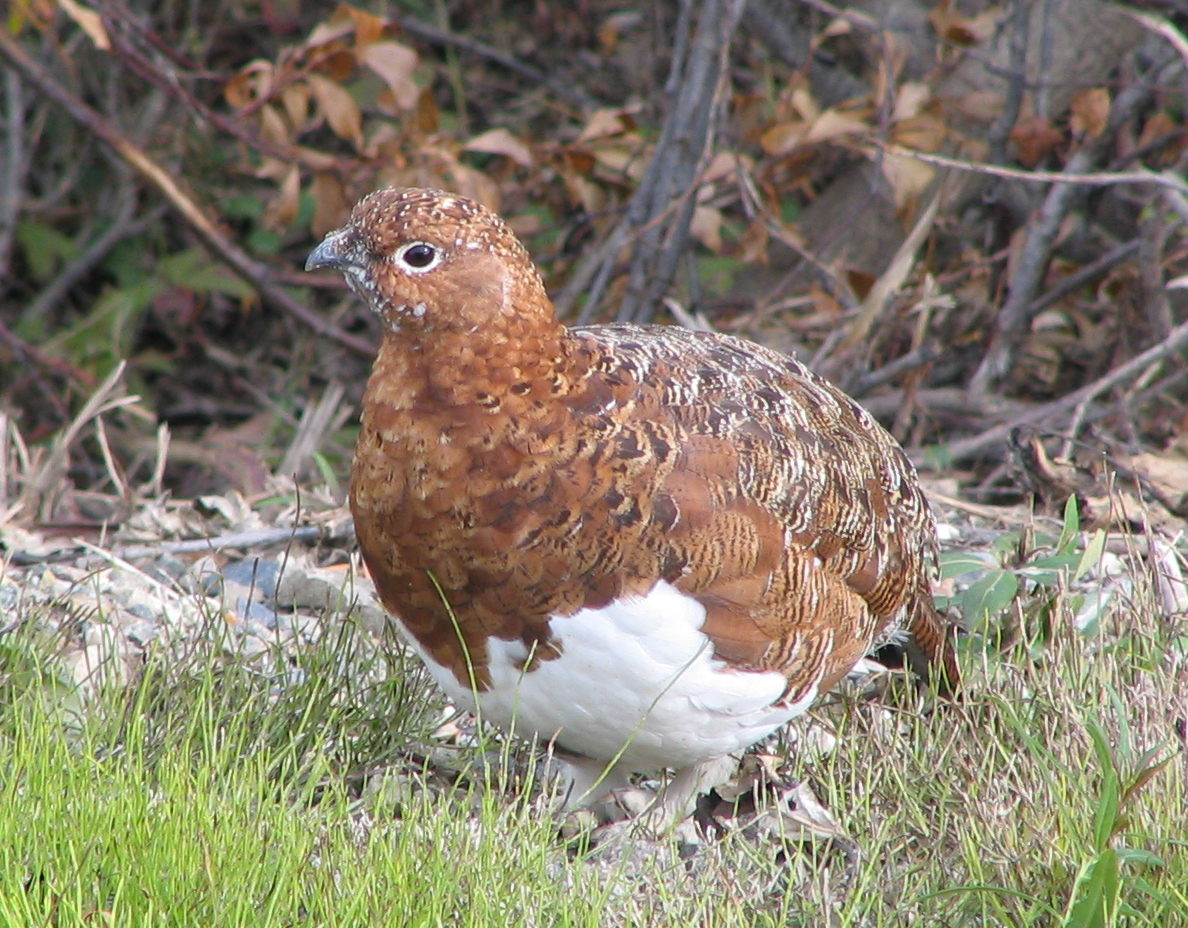
Білі куріпки північних лісів і тундри взимку змінюють оперення, але її британські популяції не роблять цього.

Деякі тварини крайньої півночі, такі як снігоступи та арктичні зайці, песець, горностай та скельна куріпка, змінюють колір хутра (через линяння та відростання нового хутра або пір'я) з коричневого або сірого літнього камуфляжу на білий взимку; песець — єдиний вид у сімействі собачих, якому це вдається. Однак арктичні зайці, які мешкають на крайній півночі Канади, де літо дуже коротке, залишаються білими цілий рік. Оскільки ці тварини у сильно відокремлених групах еволюціонували окремо, подібність забарвлення зумовлена конвергентною еволюцією, виходячи з припущення, що природний відбір сприяє певному забарвленню в конкретному середовищі.
Сезонний поліфенізм у рябчиків відрізняється між шотландською та скандинавською популяціями. У Шотландії рябчики мають два види оперення (гніздовий і негніздовий), тоді як у Скандинавії існує третє оперення — біла зимова морфа. Генетична основа цього полягає не в пігментній системі меланіну, а, ймовірно, через регуляторні зміни. Поведінка линяючих самок навесні залежить від стану їхнього оперення: вони, як правило, сидять на снігу, поки вони переважно білі, але вибирають межу між голою землею та снігом, коли мають більше темного пір'я. Здається, вони вибирають найкращий компроміс між маскуванням та можливостями пошуку їжі.
Зміни клімату внаслідок глобального потепління призводять до невідповідності між сезонним забарвленням шерсті арктичних тварин, таких як заєць-русак, із ландшафтом, що стає дедалі вільнішим від снігу.
| види                | Влітку | Взимку |
| ------------------- | ------ | ------ |
| Американський заєць |        |        |
| Песець              |        |        |
| Горностай           |        |        |
| Полярна куріпка     |        |        |

## Військове використання

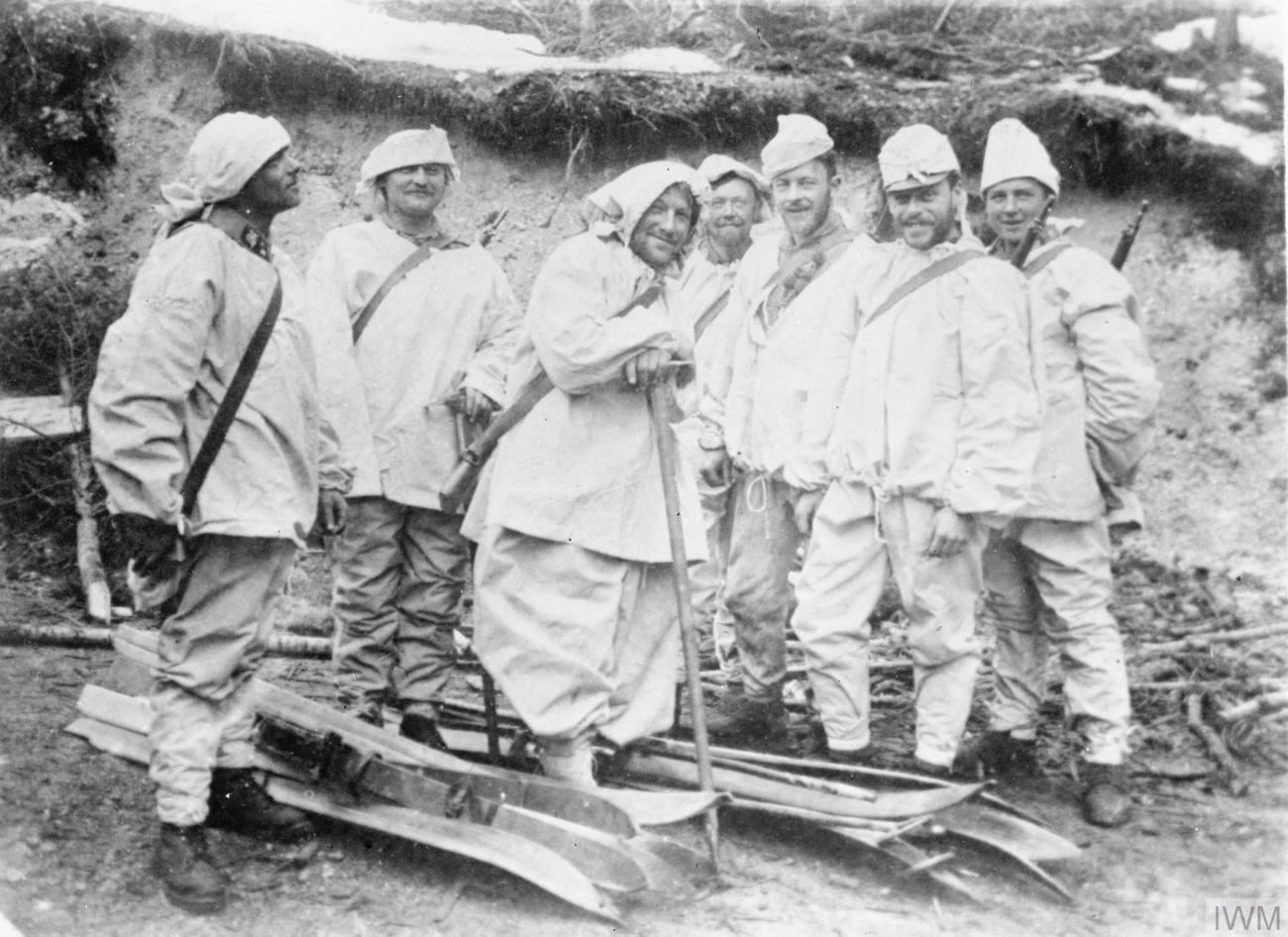
Австро-угорський лижний патруль на італійському фронті в сніговому камуфляжі, 1915—1918 рр.

Принцип зміни забарвлення зі зміною пір року має військове застосування.

### Перша світова війна
Під час Першої світової війни вогневі та спостережні позиції вручну розписували деформаційними візерунками художники, відомі як камуфлери, і вони іноді змінювали свої візерунки залежно від сезону. Однострої були здебільшого однотонними, як-от британський хакі ; але сніговий камуфляжний одяг увійшов до використання в деяких арміях до 1917 року. Наприклад, австро-угорські війська на італійському фронті використовували лижі та носили снігові камуфляжні халати та штани поверх одностроїв, а також імпровізовані білі тканини поверх військових кашкетів.

### Друга світова війна
Кілька армій у Другій світовій війні в країнах Північної Європи віддавали перевагу окремим зимовим одностроям, а не маскувальним халатам чи комбінезонам. Ваффен-СС пішли далі, розробивши двосторонню форму з окремими камуфляжами для літа та осені, а також білі зимові костюми. Інші німецькі підрозділи, що воювали у Східній Європі, спочатку були погано споряджені на зиму, їм доводилося обходитися звичайною літньою уніформою, але взимку 1942—1943 років почали надходити нові білі двокомпонентні костюми з капюшоном і довгими рукавичками. Американські війська в Європі взимку 1944—1945 рр. виготовляли імпровізовані снігові накидки та чохли для шоломів з білої тканини, наприклад постільної білизни.
Про маскування танків взимку Червона Армія видала доповідь «Тактико-технічні напрямки» № 17 у січні 1943 року. У ньому рекомендовано або повністю білий колір з використанням цинкової білої або титанової білої фарби для рівної місцевості, або руйнівний двоколірний зимовий камуфляж для більш різноманітних територій, включаючи «ліси, чагарники, невеликі поселення, талі ділянки землі». Два кольори можна отримати, залишивши непокритим приблизно від чверті до третини літнього камуфляжу автомобіля або перефарбувавши весь автомобіль у білий колір з темно-сірими або сіро-коричневими плямами. Підрозділам було рекомендовано не фарбувати всю техніку однаково, а мати деякі танки повністю білими, деякі — білими із зеленими смугами, а деякі — білими та сірими або сіро-коричневими. Зимовий камуфляж не обмежувався фарбуванням: сліди, залишені на снігу, слід було затирати, транспортні засоби паркувати в укриттях, фари обтягувати білою тканиною, споруджувати навіси, або транспортні засоби обтягувати білою або темною тканиною, розкиданою снігом.
| приклад | Влітку | Взимку |
| --- | ------ | ------ |
| Британська 40-мм протитанкова гармата Літній екіпаж у British Battledress зимовий екіпаж в імпровізованому камуфляжі |        |        |
| Червоноармійці Зимовий комбінезон з капюшоном                                                                        |        |        |
| Фінська артилерія Імпровізований зимовий камуфляж                                                                    |        |        |
| Солдати Вермахту / Ваффен-СС і броня Зимова двокомпонентна форма                                                     |        |        |

### Повоєнний
Пізніше у XX столітті, коли однострої з деформаційним візерунками набула широкого поширення, були розроблені зимові варіанти візерунків, наприклад Flecktarn, причому фоновий колір (наприклад, зелений) було замінено білим, щоб утворити Schneetarn (сніговий камуфляж). Літаки, які використовувалися взимку, іноді були замасковані сніговим камуфляжем, як у випадку з Sepecat Jaguars під час навчань у Норвегії.
| приклад                                                                         | Влітку | Взимку |
| ------------------------------------------------------------------------------- | ------ | ------ |
| Німецькі камуфляжі Flecktarn /Schneetarn деформаційний камуфляж версії ліс/зима |        |        |
| Камуфляжі Сили оборони Фінляндії піксельний камуфляжі версії пустеля/зима       |        |        |
| Ягуар Королівських ВПС схеми окраски літо/зима                                  |        |        |
| Макувальний костюм Ghillie літо/зима                                            |        |        |